# Vildfugl
Vildfugl er en børnefilm fra 2012 instrueret af Jacob Bitsch efter eget manuskript.

## Handling
Karla har tæmmet fuglen Krabat som hun vil vise til Janus. Karla er forelsket i Janus, men da han afviser fuglen som ulækker, bliver Karla såret og reagerer voldsomt. Ikke på Janus, men på sin lillebror Mikkel, der må en tur på hospitalet efter mødet med sin forsmåede storesøster. En fin, men også kontant historie om 'forbudte' følelser hos en pige i tween-alderen. "Vildfugl" er en dramatisk historie om mørkelandet i barndommen, hvor grænser overskrides og svære følelser får luft, men hvor der også er ømhed og omsorg.